# Binnensavo

Lage der Verwaltungsgemeinschaft Binnensavo in Finnland

Binnensavo (finnisch Sisä-Savo) ist eine von fünf Verwaltungsgemeinschaften (seutukunta) in der finnischen Landschaft Nordsavo.
Zur Verwaltungsgemeinschaft Binnensavo gehören folgende vier Städte und Gemeinden:
- Rautalampi
- Suonenjoki
- Tervo
- Vesanto